# ビリー・バード
ビリー・バード（Billie Bird,  1908年2月28日 - 2002年11月27日）は、アメリカ合衆国の女優、声優である。

## 来歴
1908年、アイダホ州・ポカテッロに生まれる。孤児院で育ち、8歳のころから才能を見出されヴォードヴィルのグループに雇われ、地方サーカスの公演などで経験を積んだ。1950年にゲイリー・クーパー主演の西部劇『ダラス』でノークレジットながら映画デビューを果たす。それをきっかけに50年代は出演作を増やしていき、テレビドラマや映画などで活躍。1982年にはテレビドラマシリーズ『It Takes Two』のママ役で準レギュラーとして出演し、22エピソードに登場している。その後、ロバート・ギローム主演の『Benson』へもレギュラーとして出演した。
1987年には人気コメディ映画シリーズの4作目『ポリスアカデミー4 市民パトロール』へ出演。デヴィッド・グラフ演じるタックルベリー巡査とのコンビを組む市民警官候補生を演じて印象を残した。その後も、テレビドラマや映画などへ精力的に出演を続け、マコーレー・カルキンの代表作でもある『ホーム・アローン』やウォルター・マッソー、クリストファー・ロイドら出演の『わんぱくデニス』などの映画や、フレッド・サベージ主演の青春ドラマシリーズ『素晴らしき日々』などへの出演を重ねた。

### 死去
晩年はアルツハイマー病を患い、長年闘病生活を送っていたが2002年11月27日、カリフォルニア州のグラナダ・ヒルズにて死去。94歳だった。

## 出演作品

### 映画
- ダラス Dallas (1950)
- The Mating Season (1951)
- レモン・ドロップ・キッド The Lemon Drop Kid (1951)
- Darling, How Could You! (1951)
- Rhubarb (1951)
- Journey Into Light (1951)
- ニューヨークの異邦人 Anything Can Happen (1952)
- Just Across the Street (1952)
- My Man and I (1952)
- My Wife's Best Friend (1952)
- Half a Hero (1953)
- ニューヨークの女達 Woman's World (1954)
- 抱擁 The Joker Is Wild (1957)
- Panama Sal (1957)
- Unwed Mother (1958)
- 十代の夏 Blue Denim (1959)
- Too Soon to Love (1960)
- The Cat Burglar (1961)
- Secret of Deep Harbor (1961)
- The Las Vegas Hillbillys (1966)
- 裸足で散歩 Barefoot in the Park (1967)
- おかしな二人 Odd Couple (1968)
- …YOU… Getting Straight (1970)
- Stand Up and Be Counted  (1972)
- 病院狂時代 Young Doctors in Love (1982)
- ニール・サイモンのキャッシュ・マン Max Dugan Returns (1983)
- すてきな片想い Sixteen Candles (1984)
- ワン・クレイジー・サマー One Crazy Summer (1986)
- ラットボーイ Ratboy (1986)
- ポリスアカデミー4 市民パトロール Police Academy 4: Citizens on Patrol (1987)
- アーネスト、クリスマスを救え! Ernest Saves Christmas (1988)
- That's Adequate (1989)
- ポリスアカデミー6 バトルロイヤル Police Academy 6: City Under Siege (1989)
- The End of Innocence (1990)
- ホーム・アローン Home Alone (1990)
- わんぱくデニス Dennis the Menace (1993)
- 陪審員だよ、全員集合! Jury Duty (1995)

### テレビドラマ
- Code 3 (1957)
- Letter to Loretta (1958)
- 特捜隊アダム12 Adam-12 (1971)
- 鬼警部アイアンサイド Ironside (1971)
- ガンスモーク Gunsmoke (1973)
- わが家は11人 The Waltons (1976, 1977)
- Eight Is Enough (1977)
- It Takes Two (1982 - 1983)
- Goodnight, Beantown (1983)
- We Got It Made (1983, 1984)
- ベンソン Benson (1984 - 1986)
- ニューハート Newhart (1984)
- ハッピーデイズ Happy Days (1984)
- 探偵レミントン・スティール Remington Steele (1985)
- ディズニーランド Disneyland (1986)
- 探偵ハード&マック Hardcastle and McCormick (1986)
- Brothers (1986)
- The Facts of Life (1986)
- Silver Spoons (1986, 1987)
- マックス・ヘッドルーム Max Headroom (1987)
- チアーズ Cheers (1987)
- Who's the Boss? (1987)
- Dear John (1988 - 1992)
- TVキャスター マーフィー・ブラウン Murphy Brown (1992)
- 素晴らしき日々 The Wonder Years (1993)
- George & Leo (1997)